# Thorembais-les-Béguines
Thorembais-les-Béguines is een dorp in de Belgische provincie Waals-Brabant en een deelgemeente van Perwijs. Tot 1 januari 1977 was het een zelfstandige gemeente. Thorembais-les-Béguines ligt bijna vier kilometer ten noorden van het centrum van Perwijs. Ten zuidwesten van de plaats ligt Thorembais-Saint-Trond.

## Bezienswaardigheden
- De Sint-Martinuskerk (Église Saint-Martin) is een neoclassicistisch kerkgebouw van 1851.
- Het voormalige Begijnhof werd voor het eerst vermeld in 1267. Het huidige gebouw, buinnen een ommuurde tuin, is van 1828 en deed dienst als rusthuis voor bejaarden.
- De kruiswegstaties die zich in een lange muur bevinden welke uitkomt op een 18e-eeuws torentje.
- De Moulin de la Ferme Saint-Michel is een bovenslagmolen op de Thorembais.

## Natuur en landschap
Thorembais-les-Béguines ligt aan de Thorembais. De hoogte aan de kerk is 132 meter.

## Demografische ontwikkeling
- Bronnen:NIS, Opm:1831 tot en met 1970=volkstellingen, 1976= inwonersaantal op 31 december

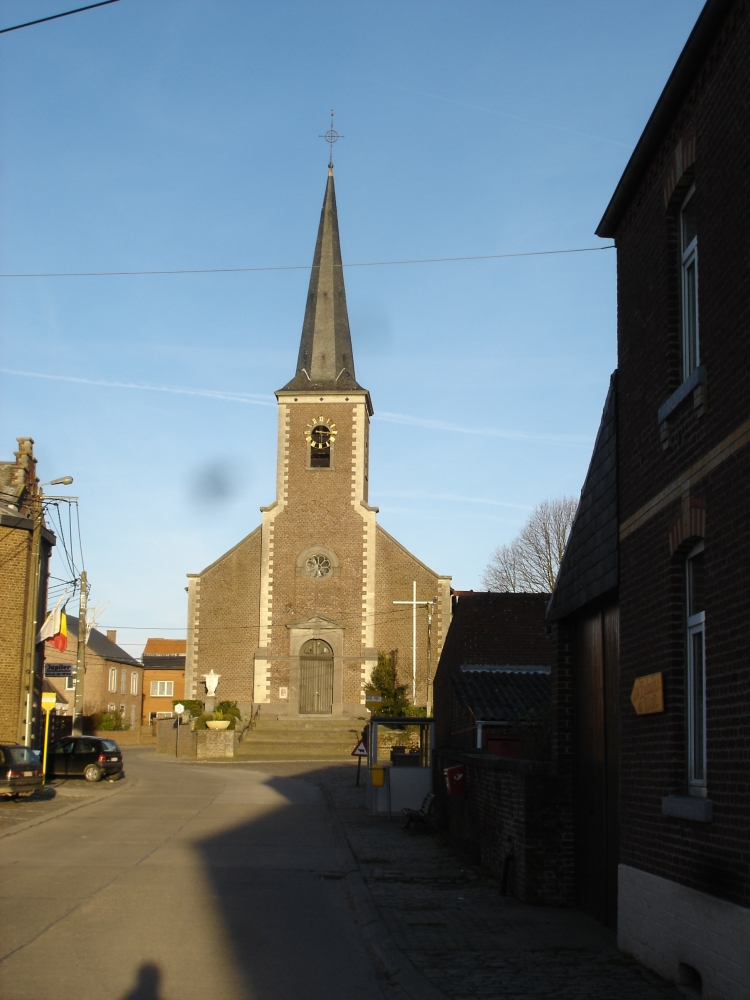
Dorpscentrum en kerk

## Nabijgelegen kernen
Thorembais-Saint-Trond, Wastines, Glimes, Perwijs
Deelgemeenten: Malèves-Sainte-Marie-Wastines · Orbais · Perwijs · Thorembais-les-Béguines · Thorembais-Saint-Trond

Overige dorpen en gehuchten: Jaussellette · Malèves · Odenge · Sainte-Marie-lez-Opprebais · Wastines

Belgische gemeenten · Arrondissement Nijvel · Waals-Brabant · Wallonië